# Neukirchen/Pleiße
Neukirchen/Pleiße ist eine Gemeinde im sächsischen Landkreis Zwickau.

## Geographie

### Geographische Lage
Die westsächsische Gemeinde liegt an der Pleiße zwischen den Städten Werdau und Crimmitschau, im Westen des Erzgebirgsbeckens und im unteren Westerzgebirge. Im Gemeindegebiet werden Höhen von bis zu 330 m ü. NN (Ortsteil Dänkritz) erreicht. Der Südwesten der Gemeinde wird von der Talsperre Koberbach begrenzt.

### Nachbargemeinden
|                          | Stadt Crimmitschau                          |               |
| Gemeinde Langenbernsdorf | Kompassrose, die auf Nachbargemeinden zeigt | Stadt Zwickau |
|                          | Stadt Werdau                                |               |

### Gemeindegliederung
Die Gemeinde gliedert sich in die Ortsteile Neukirchen, Dänkritz und Lauterbach (mit Nichzenhain). Der Ortsteil Neukirchen entstand historisch aus den Ortsteilen Schiedel, Culten, Schweinsburg, Kleinhessen, Naundorf, Carthause, Döbitzgut und Schellendrei, sowie der Kniegasse (wobei sich selbst die Alten und Ortskundler streiten, wo diese gewesen sein soll).

## Geschichte

### Ur- und Frühgeschichte
Neueste Grabungen im Zusammenhang mit dem Bau einer Umgehungsstraße belegen, dass bereits in der Steinzeit hier Siedlungen waren.
Trichterförmige, mit Holzkohleresten gefüllte Vertiefungen im Boden des Pleißentals deuten noch heute auf die Anwesenheit von Menschen bereits während der Kupferzeit (etwa 3000 v. Chr.) hin. Bis ins 4. Jahrhundert v. Chr. verdrängten expandierende germanische Stämme diese vermutlich keltischen, von Ackerbau, Viehzucht und Jagd lebenden Siedler. Gegen Ende des 6. Jahrhunderts n. Chr. ließen sich schließlich Sorben in der dicht bewaldeten Region nieder und begannen mit der Gründung von Sippendörfern, darunter wahrscheinlich auch die späteren Neukirchener Ortsteile Culten und Schiedel.
Die erste urkundliche Erwähnung der Region erfolgte im Jahre 973 anlässlich der Schenkung des Forstes zwischen den Flüssen Saala (Saale) und Milda (Mulde) durch Kaiser Otto II. Begünstigter war Bischof Gisiler von Merseburg, der fortan die Herrschaftsgewalt über die Gaue „Siusuli“ und „Plisni“ (Pleißenland) hatte.

### Chronik von Neukirchen
Um 1222 gelobte der damalige Besitzer von Schloss und Stadt Crimmitschau, Heinrich von Crimmitschau, eine Wallfahrt nach Palästina in das „gelobte Land“. Bischof Engelhardt von Naumburg riet ihm, in diesen unsicheren Zeiten das Land nicht zu verlassen, stattdessen solle er besser ein Kloster gründen. Es entstand das Augustinerkloster im Martinstal bei Crimmitschau. Die schon damals vorhandene Martinskirche wurde in die Klosteranlage integriert. Die Entstehungszeit dieser ersten Martinskirche ist nicht mehr genau feststellbar. Daneben wurden dem Kloster die Kirche St. Laurentius in Crimmitschau, die Kapelle auf dem Schloss Schweinsburg und die St.-Peter-Kapelle in (Klein-)Bernsdorf überwiesen. Die Augustinermönche sollten in diesen Kirchen die Messen lesen und Seelsorge betreiben.
1478 wurde das Kloster mit Genehmigung des Papstes Sixtus IV. in ein Kartäuserkloster umgewandelt. Die Initiatoren der Umwandlung waren die Witwe des sächsischen Kurfürsten Friedrich des Sanftmütigen, Margarethe, aus Dankbarkeit über die Errettung ihrer entführten Söhne und der Besitzer von Stadt und Schloss Crimmitschau, Hans Federangel. Da Kartäusermönche keine Seelsorge betreiben, durfte die Gemeinde die Martinskirche im Klosterbezirk nicht mehr besuchen. Es musste eine neue Kirche erbaut werden. Diese Kirche entstand unter Hans Federangel und seinem Nachfolger Kilian Schicker, wurde am 11. November 1495 geweiht und gab dem Zusammenschluss der Orte den heute verwendeten Namen Neukirchen. Der Haupteingang und die Grundmauern des Turmes sind noch heute erhalten, das baufällige Kirchengebäude selber wurde 1869 durch einen größeren Neubau ersetzt.
1646 wurden auch in Neukirchen einige kursächsische Regimenter stationiert. Vier Jahre später, 1650, wurde nach über 30 Jahren Krieg in Neukirchen am 22. Juli ein Friedensfest gefeiert.
1922 wurden die Dörfer Naundorf und Schiedel nach Neukirchen eingemeindet. 1934 wurden dann die Dörfer Kleinhessen, Culten und Schweinsburg vereinigt. Die Gemeinden Neukirchen und Schweinsburg schlossen sich 1950 zu einer Großgemeinde zusammen. Zum 1. Januar 1996 wurden die Dörfer Lauterbach und Dänkritz nach Neukirchen eingemeindet.
Während des Zweiten Weltkrieges wurden in der heutigen Turnhalle etwa 100 russische Kinder im Alter zwischen 9 und 14 Jahren gefangen gehalten; ein Gedenkstein erinnert noch heute an dieses Verbrechen.
Die erste urkundliche Erwähnung des Ortes „Nuenkirchen“ (sic!) aus dem Jahre 1404 ist nach Auskunft des Sächsischen Staatsarchivs nicht auf Neukirchen/Pleiße zu beziehen und ist im Original nicht mehr vorhanden.

### Chronik der Ortsteile
1291 wurde Culten erstmals urkundlich erwähnt. 1547 lagerten bei Culten die zum Heere Karl V. gehörenden spanischen Truppen. Heute erinnern die Flurnamen Spaniergrund, sowie Spanierbach an das Lager. 1499 wurde erstmals urkundlich der Name Schweinsburg („swinnsburg“) als Schloss der Stadt Crimmitschau erwähnt. 1743 wurde der östliche Teil der Burg Schweinsburg von Grund auf neu gebaut. Nach der Enteignung des Rittergutes wurde 1946 die Kreisparteischule der SED im Schloss eingerichtet.
1445 tauchen die Namen Kleinhessen und Kniegasse zum ersten Mal in einer Urkunde auf. Im Jahr 1600 wurde Kleinhessen mit einem Rittergut von Langenhessen abgetrennt und nach Neukirchen eingepfarrt. Dieses Rittergut war bisher ein Burglehn von Schweinsburg. Die Kniegasse ist heute das Stück der Werdauer Straße zwischen Ampelkreuzung und Kreuzung Rudelswalder Straße.
1219 wurde Naundorf erstmals als Ort erwähnt. 1305 wurde der Name Schiedel zum ersten Mal im Zusammenhang mit den Burgmannen von Trütschler „auf Schiedel“ genannt. Sie waren mit dem Rittergut und dem Vorwerk belehnt worden. Ebenso wie Culten ist Schiedel auch eine sorbische Gründung.
Die Erwähnung des Ortsteils Lauterbach erfolgte erstmals im 14. Jahrhundert und schließt den Ort Nichzenhain mit ein. Das Dorf wurde nach dem gleichnamigen Ortsbach, der in dem südöstlich gelegenen Bauerndorf Hartmannsdorf entspringt, benannt. Lauterbach wird überwiegend von Milchvieh- und Landwirtschaft geprägt. Im 18. Jahrhundert wurde das sich im Ort befindliche Rittergut an die Kaufmanns- und Fabrikantenfamilie Esche verkauft.

Schweinsburg
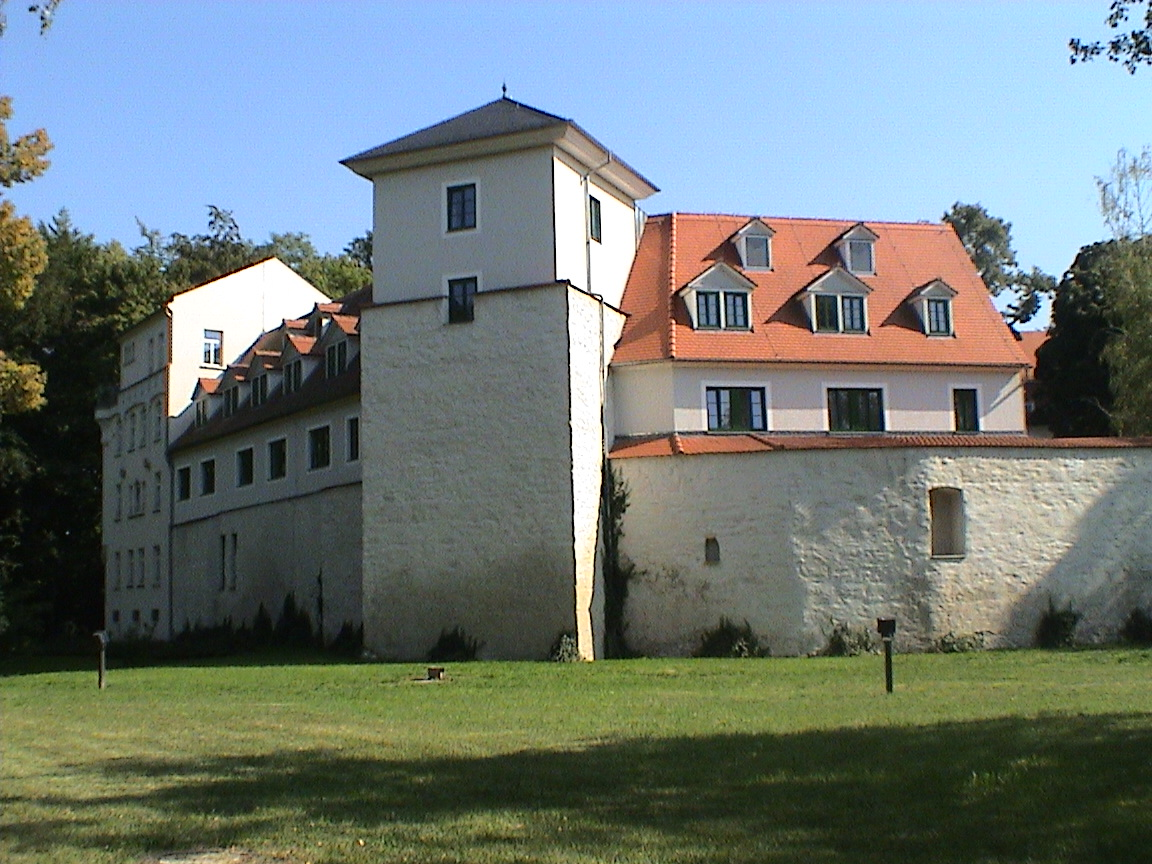
Schloß
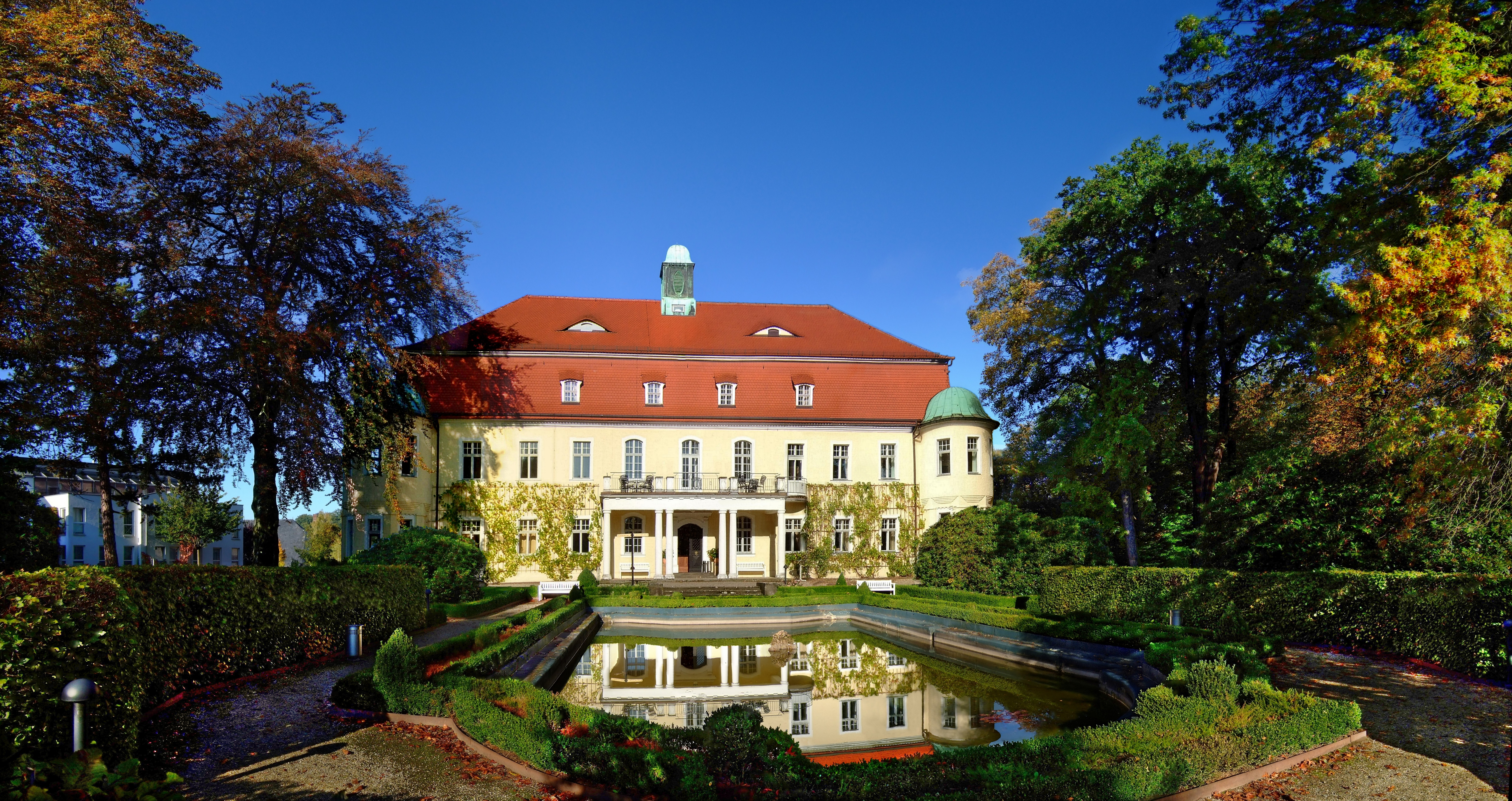
Barockgarten

### Rittergut Bosenhof (Neukirchen/Pleiße)
Das Rittergut liegt zwischen Kleinhessen und Schweinsburg – separiert von den genannten Ortschaften.
Es hat sich ein bemerkenswert vollständiger Gutskomplex aus schlossartigem barocken Herrenhaus und Wirtschaftsgebäuden erhalten. Teile der Wirtschaftsgebäude wurden kürzlich für Wohnnutzung renoviert, während andere noch ruinös erhalten sind. Das schon vor längerer Zeit renovierte Herrenhaus dient der Gemeinde zusammen mit einem postmodernen Anbau (Nebengebäude mit Verbindungsgang zum Herrenhaus) als Kindergarten (Stand 2024).
Seinen Namen hat das Gut von der bedeutenden sächsischen Adelsfamilie von Bose, die zeitweise dessen Besitzer waren. Der wohl bekannteste Vertreter ist Carol Bose (1596–1657), der hier im Bosenhof geboren wurde.
Etliche im Crimmitschauer Rathaus-Flur hängende Ölgemälde der Bose-Familie stammen aus dem Bosenhof. Im Heimatmuseum Schloss Netzschkau ist noch das „Bose-Zimmer“ zu besichtigen. Dort befindet sich auch ein neu geschaffener Stammbaum (Ölmalerei) der Familie.

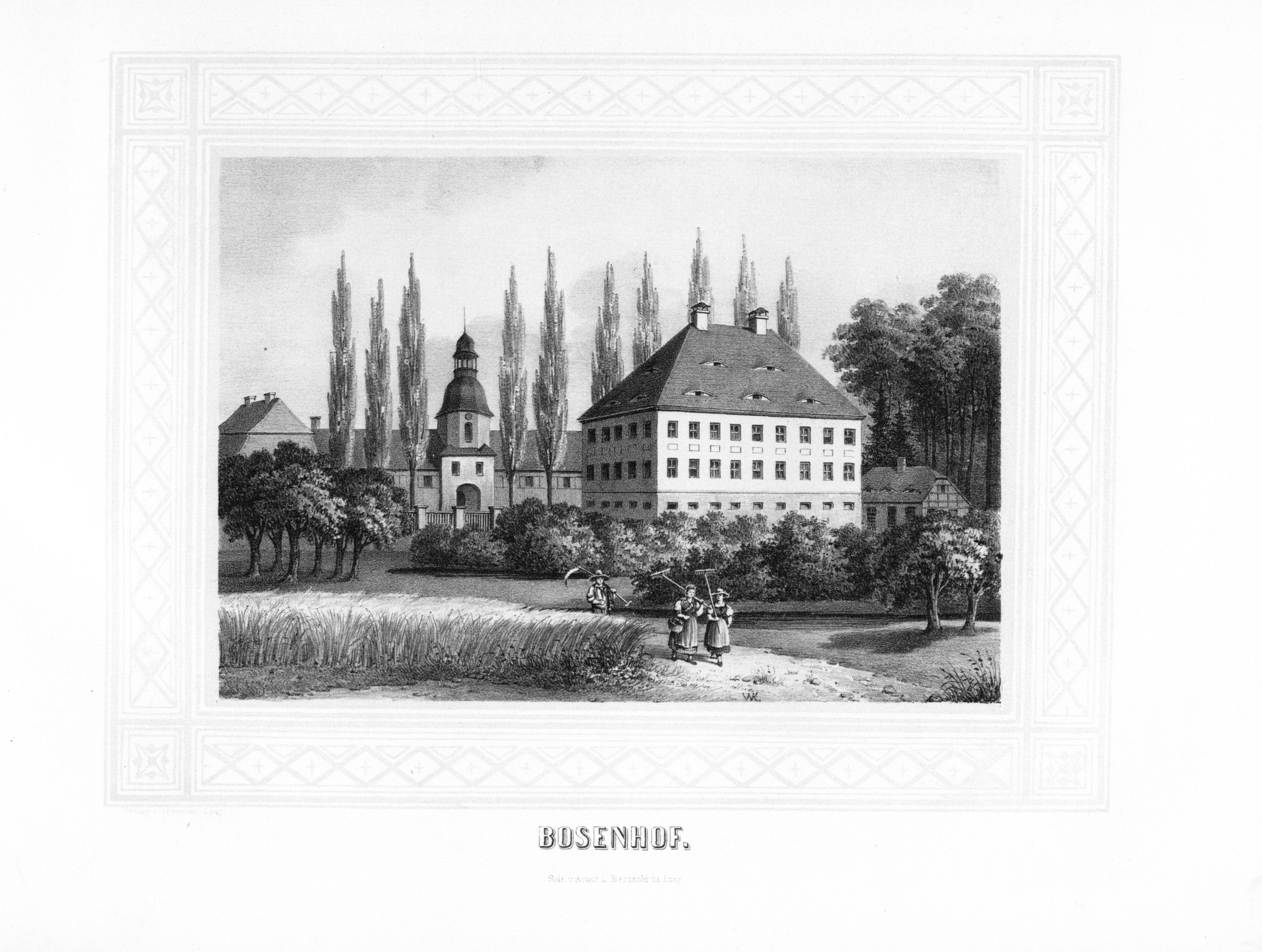
Bosenhof um 1856 (Album der Schlösser und Rittergüter im Königreiche Sachsen)
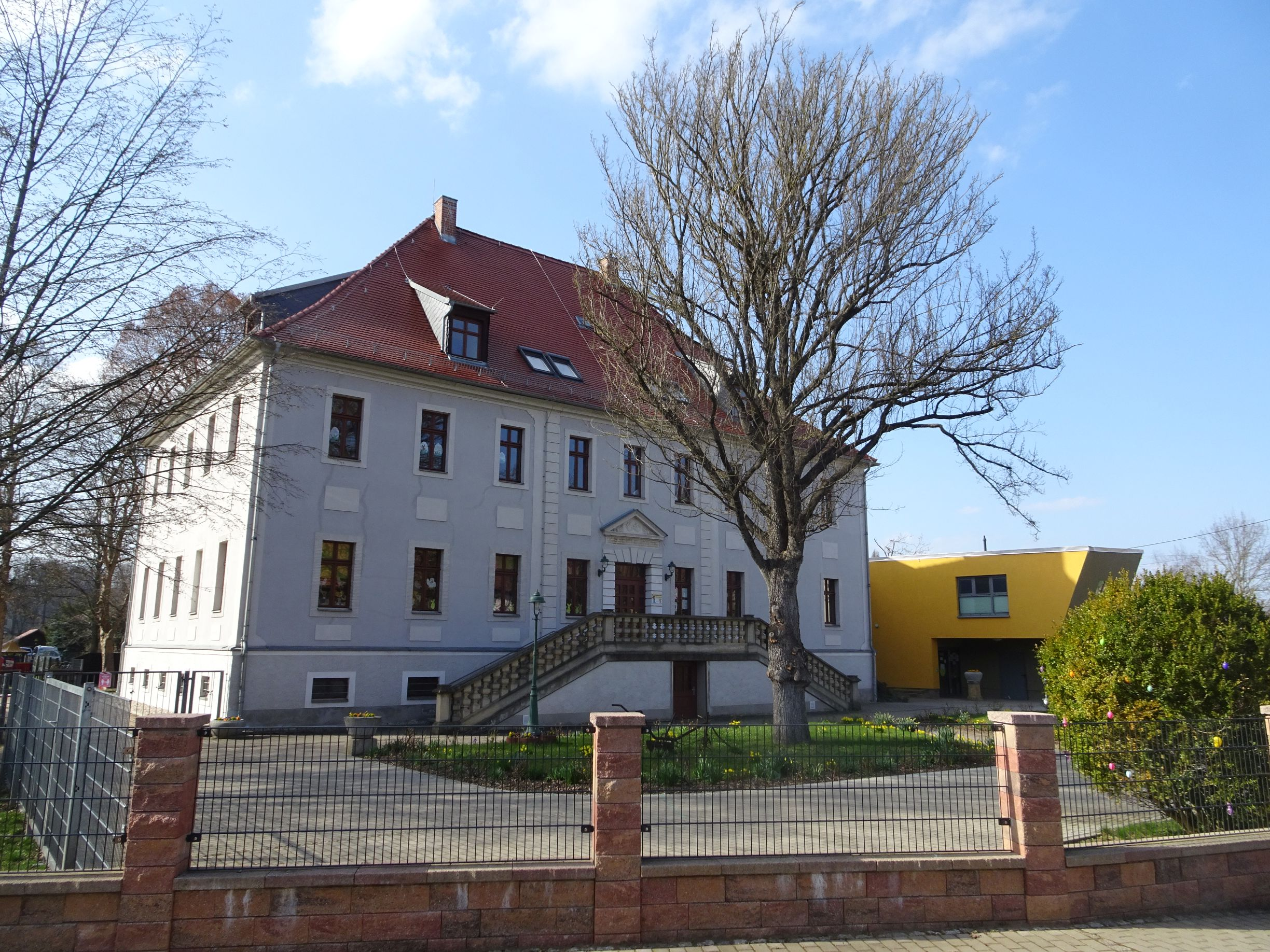
Bosenhof, ehem. Herrenhaus
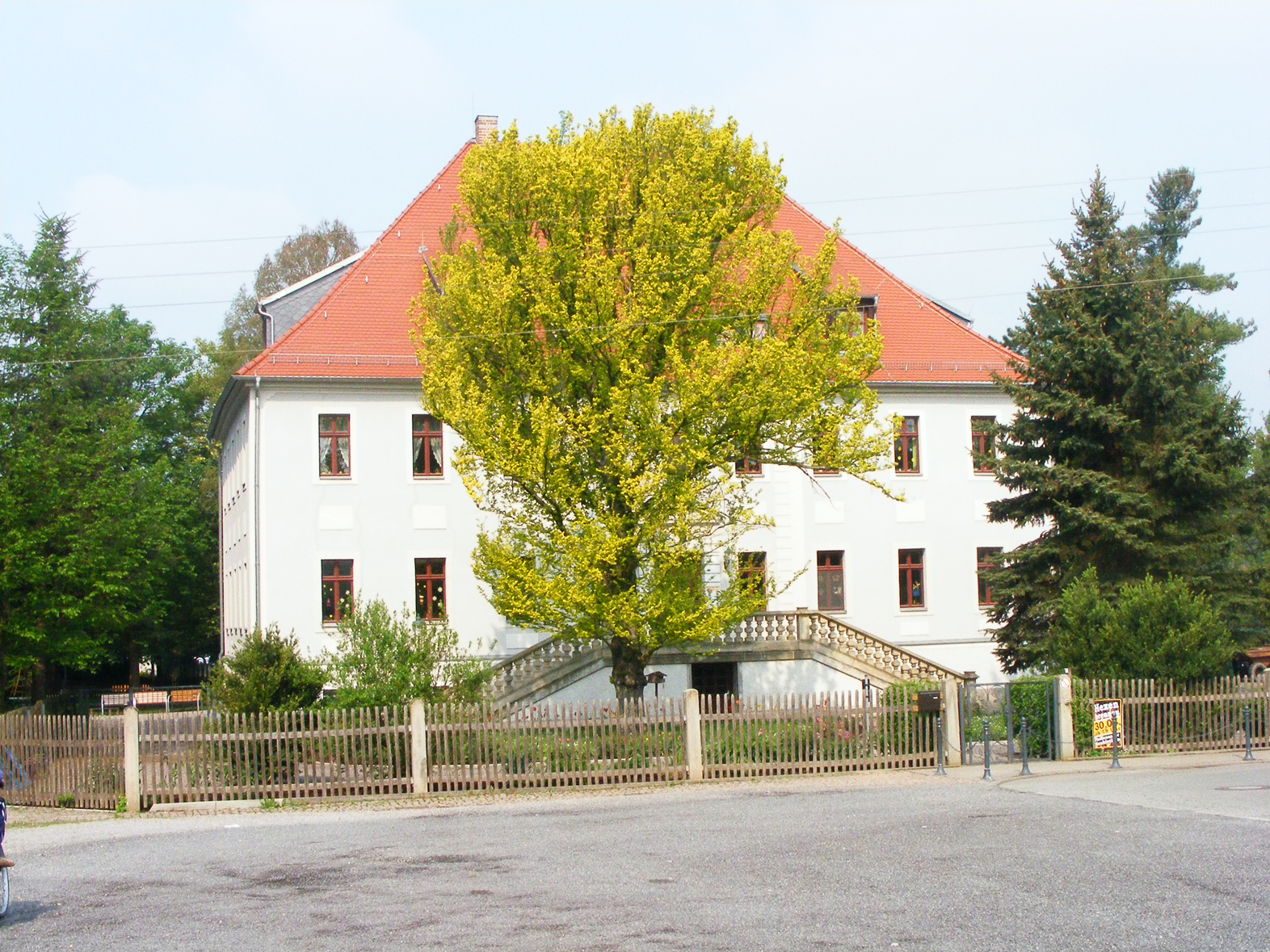
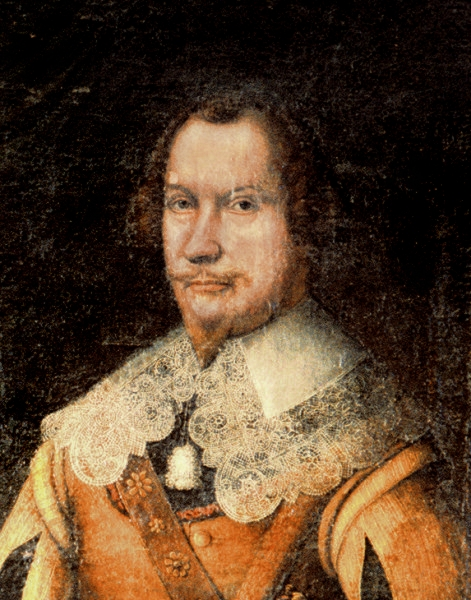
Carol Bose, Kursächsischer Oberst im 30-jährigen Krieg, kurfürstlich-sächsischer Landes- und Amtshauptmann der Ämter Zwickau, Werdau und Stollberg (Gemälde zwischen 1618 und 1648)
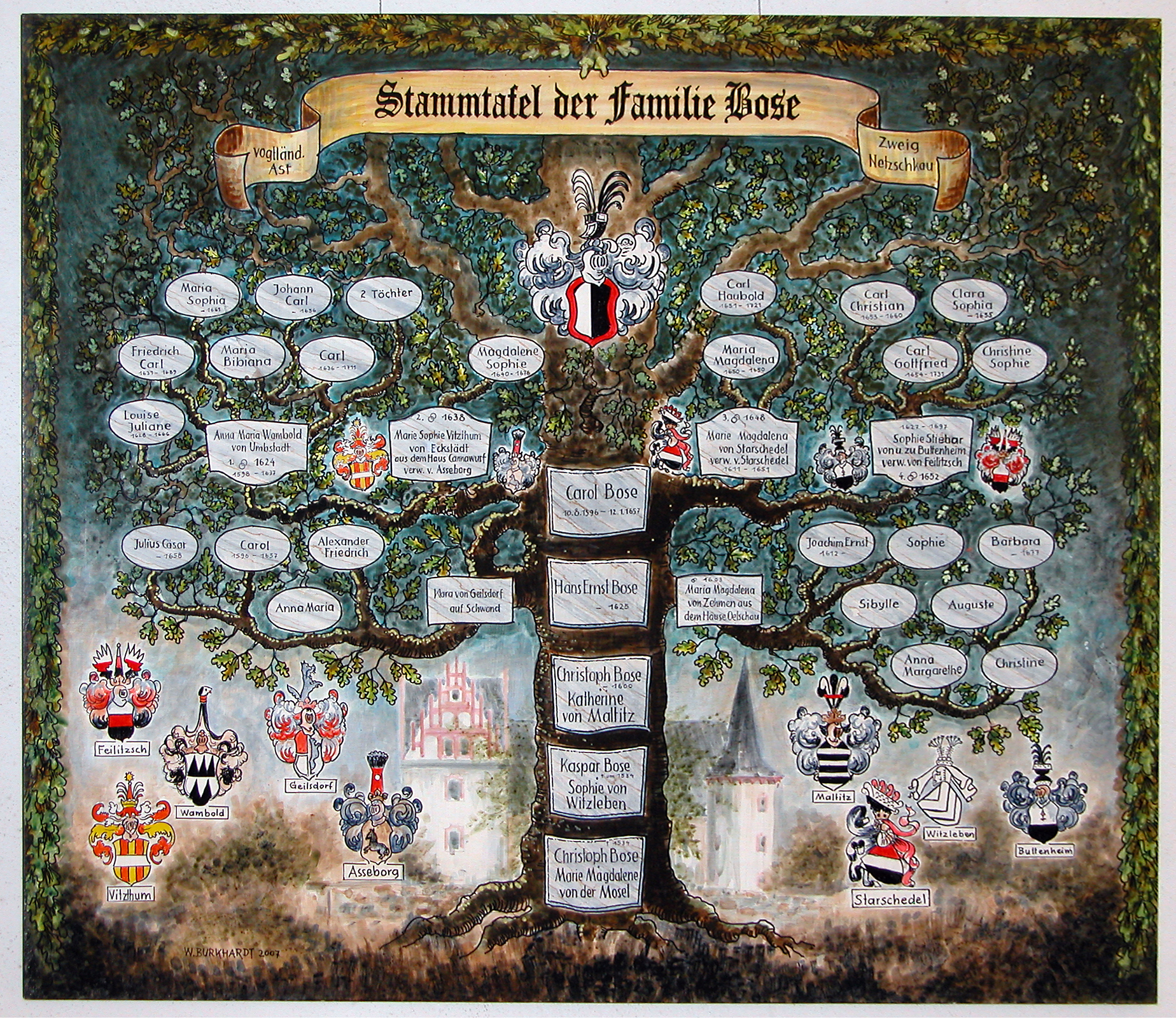
Bose-Stammbaum (vogtländischer Ast) aus dem Jahre 2007 im Heimatmuseum Schloss Netzschkau
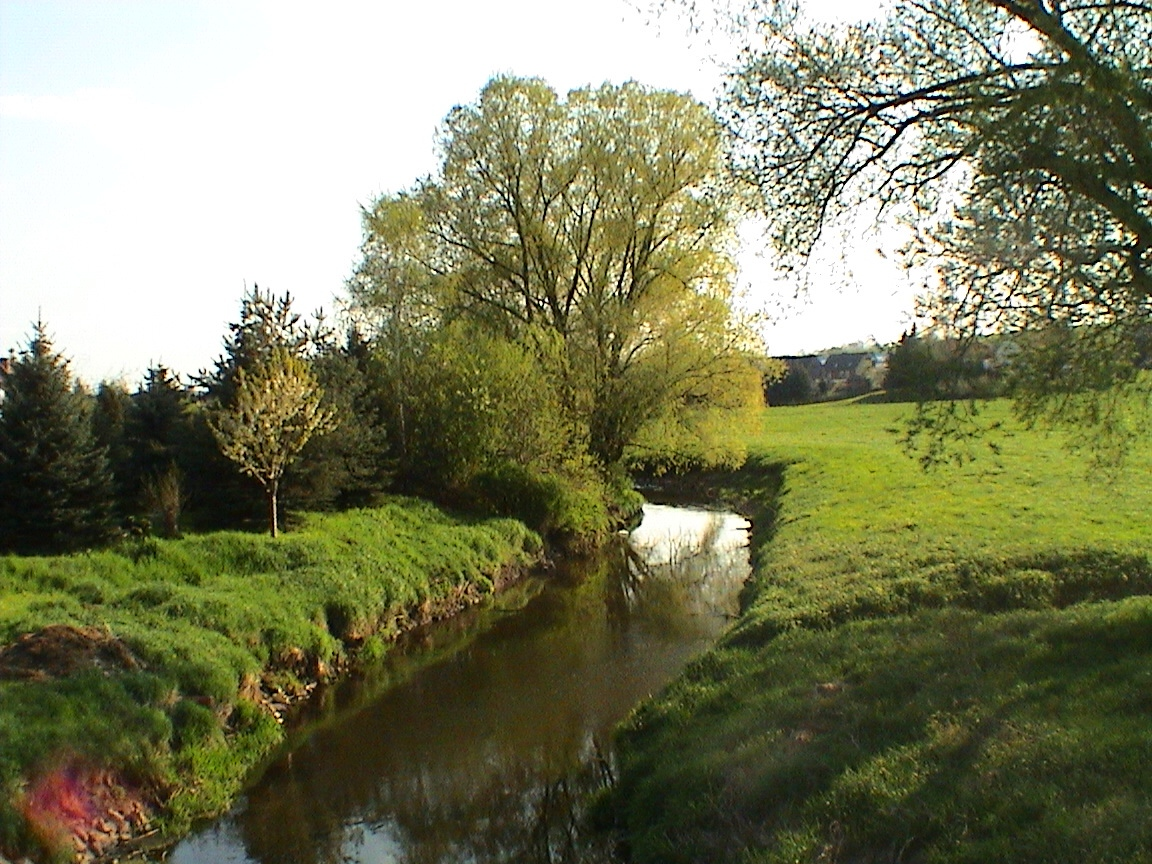
Die Pleiße am Bosenhof (vor 2006)

### Eingemeindungen
| Ehemalige Gemeinde         | Datum      | Anmerkung                       |
| -------------------------- | ---------- | ------------------------------- |
| Carthause (mit Kniegasse)  | vor 1880   |                                 |
| Culten                     | 01.06.1934 | Eingemeindung nach Schweinsburg |
| Dänkritz                   | 01.01.1996 |                                 |
| Kleinhessen (mit Bosenhof) | 01.06.1934 | Eingemeindung nach Schweinsburg |
| Lauterbach                 | 01.01.1996 |                                 |
| Naundorf                   | 01.01.1922 |                                 |
| Nichzenhain                | vor 1880   | Eingemeindung nach Lauterbach   |
| Schiedel                   | 01.01.1922 |                                 |
| Schweinsburg               | 01.07.1950 |                                 |

### Einwohnerentwicklung
1551 wurden 5 besessene(r) Mann, 1 Gärtner, 6 Inwohner gezählt, 1764 waren es 6 besessene(r) Mann, 2 Häusler, 4 1/3 Hufen je 24 Scheffel.
Entwicklung der Einwohnerzahl (ab 1960 31. Dezember):
| - 1960 – 5.383 - 1998 – 4.501 - 1999 – 4.547 - 2000 – 4.580 - 2001 – 4.541 - 2002 – 4.551 | - 2003 – 4.522 - 2004 – 4.462 - 2005 – 4.413 - 2006 – 4.364 - 2007 – 4.322 - 2008 – 4.295 | - 2009 – 4.290 - 2010 – 4.217 - 2011 – 4.168 - 2012 – 4.094 - 2013 – 4.076 - 2015 – 3.988 | - 2017 – 3.920 - 2018 – 3.863 - 2019 – 3.872 - 2020 – 3.872 |
| Datenquelle ab 1998: Statistisches Landesamt Sachsen                                      |                                                                                           |                                                                                           |                                                             |

## Politik

### Gemeinderat
Seit der Gemeinderatswahl am 9. Juni 2024 verteilen sich die 15 Sitze des Gemeinderates folgendermaßen auf die einzelnen Gruppierungen:
- CDU: 10 Sitze
- Freie Wählergemeinschaft Neukirchen e. V.: 3
- Für Lauterbach: 1 Sitz
- SPD: 1 Sitz

| Gemeinderat ab 2024Insgesamt 15 Sitze - SPD: 1 - Für L.: 1 - FWN: 3 - CDU: 10 Ein Sitz des Vorschlages FWN bleibt unbesetzt. Der Gemeinderat verkleinert sich entsprechend. | Liste                                     | 2024   | 2024   | 2019   | 2019   | 2014   | 2014   |
| Gemeinderat ab 2024Insgesamt 15 Sitze - SPD: 1 - Für L.: 1 - FWN: 3 - CDU: 10 Ein Sitz des Vorschlages FWN bleibt unbesetzt. Der Gemeinderat verkleinert sich entsprechend. | Liste                                     | Sitze  | in %   | Sitze  | in %   | Sitze  | in %   |
| Gemeinderat ab 2024Insgesamt 15 Sitze - SPD: 1 - Für L.: 1 - FWN: 3 - CDU: 10 Ein Sitz des Vorschlages FWN bleibt unbesetzt. Der Gemeinderat verkleinert sich entsprechend. | CDU                                       | 10     | 63,2   | 11     | 65,4   | 11     | 67,1   |
| Gemeinderat ab 2024Insgesamt 15 Sitze - SPD: 1 - Für L.: 1 - FWN: 3 - CDU: 10 Ein Sitz des Vorschlages FWN bleibt unbesetzt. Der Gemeinderat verkleinert sich entsprechend. | Freie Wählergemeinschaft Neukirchen e. V. | 3      | 24,1   | 2      | 20,0   | 2      | 13,4   |
| Gemeinderat ab 2024Insgesamt 15 Sitze - SPD: 1 - Für L.: 1 - FWN: 3 - CDU: 10 Ein Sitz des Vorschlages FWN bleibt unbesetzt. Der Gemeinderat verkleinert sich entsprechend. | Für Lauterbach                            | 1      | 7,4    | –      | –      | –      | –      |
| Gemeinderat ab 2024Insgesamt 15 Sitze - SPD: 1 - Für L.: 1 - FWN: 3 - CDU: 10 Ein Sitz des Vorschlages FWN bleibt unbesetzt. Der Gemeinderat verkleinert sich entsprechend. | SPD                                       | 1      | 5,3    | –      | –      | –      | –      |
| Gemeinderat ab 2024Insgesamt 15 Sitze - SPD: 1 - Für L.: 1 - FWN: 3 - CDU: 10 Ein Sitz des Vorschlages FWN bleibt unbesetzt. Der Gemeinderat verkleinert sich entsprechend. | Linke                                     | –      | –      | 2      | 14,6   | 3      | 17,5   |
| Gemeinderat ab 2024Insgesamt 15 Sitze - SPD: 1 - Für L.: 1 - FWN: 3 - CDU: 10 Ein Sitz des Vorschlages FWN bleibt unbesetzt. Der Gemeinderat verkleinert sich entsprechend. | FDP                                       | –      | –      | –      | –      | –      | 2,1    |
| Gemeinderat ab 2024Insgesamt 15 Sitze - SPD: 1 - Für L.: 1 - FWN: 3 - CDU: 10 Ein Sitz des Vorschlages FWN bleibt unbesetzt. Der Gemeinderat verkleinert sich entsprechend. | Wahlbeteiligung                           | 73,1 % | 73,1 % | 65,4 % | 65,4 % | 52,9 % | 52,9 % |

### Bürgermeister
Der bisherige Bürgermeister Hubert Beier (CDU) verstarb am 11. Juni 2010 im Alter von 58 Jahren. Er stand der Gemeinde seit 1990 als Bürgermeister vor. Am 12. September 2010 wurde Ines Liebald (CDU) zu seiner Nachfolgerin gewählt. Zur Bürgermeisterwahl am 6. August 2017 wurde sie mit 98,8 % für weitere sieben Jahre wiedergewählt. Auch 2024 wurde Liebald wiedergewählt.
| Wahl | Bürgermeister | Vorschlag | Wahlergebnis (in %) |
| ---- | ------------- | --------- | ------------------- |
| 2024 | Ines Liebald  | CDU       | 98,4                |
| 2017 | Ines Liebald  | CDU       | 98,8                |
| 2010 | Ines Liebald  | CDU       | 74,9                |
| 2008 | Hubert Beier  | CDU       | 97,8                |
| 2001 | Hubert Beier  | CDU       | 99,3                |

## Kultur und Sehenswürdigkeiten

### Musik
- Männerchor Neukirchen/Pleiße e. V.

### Bauwerke

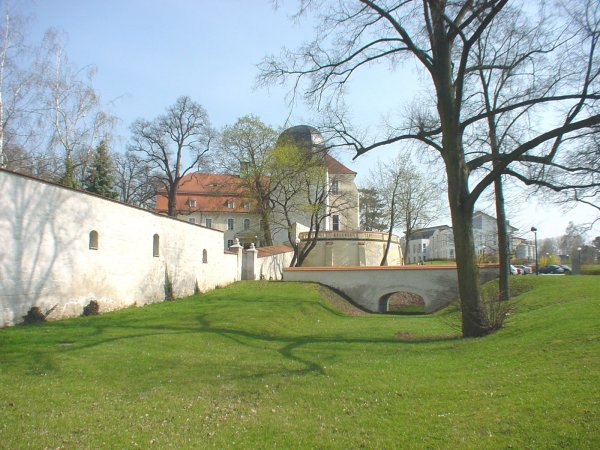
Sorbenmauer und Burggraben auf der Schweinsburg

1884 wurde von Moritz Samuel Esche das Schloss Lauterbach an Stelle des alten Herrensitzes errichtet und im Auftrag von Arnold Esche 1907–09 nach Plänen von Henry van de Velde umgebaut. Nach der Enteignung der Familie (1948) und Nutzung als Mehrfamilienhaus bis nach der Wende widmeten sich die neuen Besitzer einer detailgetreuen Restaurierung.
Die romanische Kirche in Lauterbach wurde im 19. Jahrhundert wesentlich umgebaut, der Turm nach einem Brand 1630 erst 1640 wieder mit einer Haube versehen.
Das Barockschloss Schweinsburg wurde 1998 renoviert und seitdem als Hotel genutzt.
Die Gräfenmühle, eine frühere Wassermühle, entstand um 1725 und war bis 1992 in Betrieb. Die vollständig erhaltene Mühlentechnik stammt aus den 1930er Jahren, eine zur Energieerzeugung genutzte Turbine von 1950. Heute dient das Gebäude als Mühlenmuseum.

### Naturschutz
- Siehe auch: Liste der Naturdenkmale in Neukirchen/Pleiße

### Vereine
- Schulförderverein des Landschulzentrums Neukirchen e. V.
- Modellbahnfreunde-Neukirchen e. V.
- Verein zur Förderung der Beschäftigung in der Region e. V.
- Illusionswelten e. V. (Kultscheune in Lauterbach)

## Persönlichkeiten

### Söhne und Töchter der Gemeinde
- Christian Heinrich Schumann (1787–1858), evangelisch-lutherischer Pfarrer
- Heinrich Mauersberger (1909–1982), deutscher Ingenieur und Erfinder in der Textilindustrie (Malimo)
- Angelika Rochhausen (1942–2017), Malerin und Grafikerin

## Wirtschaft und Infrastruktur

### Verkehr
Die Gemeinde ist über die Staatsstraßen S 289 Crimmitschau–Werdau, die S 290 von der thüringischen Landesgrenze bei Thonhausen über Dänkritz nach Zwickau und die S 294 von Neukirchen nach Seelingstädt angebunden. Der Ortsteil Lauterbach liegt an der Kreisstraße K 9372 von Neukirchen über Dänkritz zur Bundesstraße 93 bei Mosel.
Neukirchen besitzt mit dem Haltepunkt des Ortsteils Schweinsburg-Culten eine von Regionalzügen und der S-Bahn Mitteldeutschland angefahrene Bahnstation an der Bahnstrecke Leipzig–Hof. Dort ereignete sich am 30. Oktober 1972 ein schwerer Eisenbahnunfall, bei dem 28 Menschen ums Leben kamen, hierbei stieß der D 273 aus Aue nach Berlin mit dem Karola Express aus Leipzig nach Karlovy Vary (Karlsbad) zusammen. Zwischen 1908 und 1963 erschloss eine von Crimmitschau ausgehende Industriebahn den Ortsteil Schweinsburg, diese Bahn wurde im Volksmund „de Bimmelbahn“ genannt. Die Bahn wurde für die Lieferung von Kohle und Garn an die umliegenden Fabriken und Webereien errichtet. Meist wurden diese Züge von der DR-Baureihe V 60 der Deutschen Reichsbahn gezogen.

### Ansässige Unternehmen
Aus dem bis ins 19. Jahrhundert entstandenen Tuchmachergewerbe der Gemeinde Neukirchen entwickelte sich Anfang des 20. Jahrhunderts eine Textilindustrie. Das bekannteste Unternehmen dabei war die Garnfabrik Gebr. Wolf. Nach der politischen Wende 1990 wurden alle ehemaligen Textilbetriebe geschlossen.
Der größte Produktionsbetrieb der Gemeinde war eine Zweigwerk der Bosch Thermotechnik GmbH zur Herstellung von Plattenheizkörpern für den Wohnungsbau. Das Unternehmen ging aus der Firma Mehlhorn Gewächshausbau, gegründet Anfang des 20. Jahrhunderts, hervor. Nach dem Zweiten Weltkrieg verstaatlicht, firmierte es unter VEB Metallverarbeitung Neukirchen und war Betrieb des Kombinats Technische Gebäudeausrüstung Leipzig. Bedingt durch die Forcierung des Wohnungsbaus in der DDR, erhielt das Unternehmen Mitte der siebziger Jahre umfangreiche Investitionen, die den Aufbau leistungsfähiger Anlagen zur Heizkörperherstellung ermöglichten. Das Zweigwerk wurde 2014 geschlossen.

### Bildung
In Neukirchen befindet sich eine Grundschule und die Internationale Oberschule (staatlich anerkannte Ersatzschule). Gemeinsam bilden sie das Landschulzentrum Neukirchen/Pleiße.

## Belege
1. ↑  Bevölkerung der Gemeinden Sachsens am 31. Dezember 2024 – Fortschreibung des Bevölkerungsstandes auf Basis des Zensus vom 15. Mai 2022 (Gebietsstand 01.01.2024). Statistisches Landesamt des Freistaates Sachsen, abgerufen am 4. Juli 2025. (Hilfe dazu).
2. ↑  Der Landkreis Werdau. Wissenswertes aus Vergangenheit und Gegenwart. 1. Auflage. Geiger, Horb am Neckar 1994, ISBN 3-89264-886-7.
3. ↑  StBA: Änderungen bei den Gemeinden Deutschlands, siehe 1996.
4. 1 2 3 4 5 6  Das Sachsenbuch. Kommunal-Verlag Sachsen KG, Dresden, 1943.
5. 1 2  Statistisches Landesamt des Freistaates Sachsen: Gebietsänderungen.
6. ↑  Statistisches Bundesamt (Hrsg.): Gemeinden 1994 und ihre Veränderungen seit 1. Januar 1948 in den neuen Ländern. Verlag Metzler-Poeschel, Stuttgart, 1995, ISBN 3-8246-0321-7.
7. ↑  Ministerium des Innern des Landes Sachsen (Hrsg.): Verzeichnisse der seit Mai 1945 eingemeindeten Gemeinden und Nachweis über die Aufgliederung der selbständigen Gutsbezirke und Staatsforstreviere. 1952.
8. ↑  Digitales Historisches Ortsverzeichnis von Sachsen – Neukirchen/Pleiße. Institut für Sächsische Geschichte und Volkskunde e. V., abgerufen am 20. Oktober 2012.
9. ↑  Referat Kommunikation und Öffentlichkeitsarbeit: Wahlergebnisse - Wahlen - sachsen.de. Abgerufen am 1. August 2024.
10. ↑  Referat Kommunikation und Öffentlichkeitsarbeit: Wahlergebnisse - Wahlen - sachsen.de. Abgerufen am 1. August 2024.
11. ↑  Referat Kommunikation und Öffentlichkeitsarbeit: Wahlergebnisse - Wahlen - sachsen.de. Abgerufen am 1. August 2024.
12. ↑  Ines Liebald: Rückblick 2011. (PDF; 754 KB) In: Das Mitteilungsblatt der Gemeinde Neukirchen / Pleiße – Amtsblatt der Gemeinde Neukirchen. 20. Dezember 2011, S. 1, abgerufen am 13. November 2023.
13. ↑  Bürgermeisterwahl 2010: Endgültiges Ergebnis der Wahl am 12. September. Statistisches Landesamt des Freistaates Sachsen, Kamenz, abgerufen am 13. November 2023.
14. ↑  Bürgermeisterwahl 2017: Endgültiges Ergebnis der Wahl am 6. August. Statistisches Landesamt des Freistaates Sachsen, Kamenz, abgerufen am 13. November 2023.
15. ↑  Über uns. In: Gräfenmühle. Abgerufen am 29. Juli 2024.
16. ↑  Chronik 1900-heute. Gemeinde Neukirchen/Pleiße, ehemals im Original (nicht mehr online verfügbar); abgerufen am 20. Oktober 2012. (Seite nicht mehr abrufbar. Suche in Webarchiven)  Info: Der Link wurde automatisch als defekt markiert. Bitte prüfe den Link gemäß Anleitung und entferne dann diesen Hinweis.